# Warm Morning
Warm Morning è un marchio commerciale di una serie di stufe in ghisa a legna e a carbone, con materiale ceramico refrattario interno, brevettate negli anni 1930 negli Stati Uniti e commerciate dalla Locke Stove Company di Kansas City. Al momento della chiusura dell'attività, il brevetto fu ceduto alla Martin Company, anch'essa chiusa nel 2002. 
Aveva la particolarità di utilizzare indifferentemente, come combustibile, sia il carbone coke (da inserire dalla parte inferiore) o legna (da inserire dalla parte superiore). Di forma parallelepipeda, ebbe un notevole successo anche in Italia grazie alla licenza di produzione concessa alle F.O.S. (Fonderie ed Officine di Saronno spa - Alberti/Fonsar).
Di semplicissima manutenzione e grande robustezza, alla fine degli anni sessanta, con la diffusione di differenti e più efficienti sistemi di riscaldamento, dovette cedere il passo e la produzione fu definitivamente interrotta; esemplari in smaltimento furono reperibili fino all'inizio degli anni ottanta.

## Modelli della stufa
Nel corso degli anni, la stufa venne prodotta in diversi modelli. I principali, adatti ad ambienti via via più ampi, furono marchiati:
- Warm Morning 212
- Warm Morning 414
- Warm Morning 616
- Warm Morning 818

Come caratteristica comune, la warm morning aveva quella di essere da una parte una stufa a fuoco continuo. Il combustibile bruciava direttamente nella camera interna, senza utilizzo di alcun bruciatore o comburente accessorio. D'altra parte, per la forma, non era adatta per la cottura dei cibi.